# Liebenswerte Leckerbissen
Liebenswerte Leckerbissen (Originaltitel: The Running Jumping & Standing Still Film) ist eine britische Slapstick-Komödie von Richard Lester und Peter Sellers aus dem Jahr 1959.

## Handlung
Der Film besitzt keine durchgehende Handlung, er reiht vielmehr Slapstick-Szenen aneinander.
Ein Fotograf beobachtet eine Frau, die die Wiese wäscht, und kurz darauf einen Mann, der ein Zelt aufbaut und vor den Eingang eine Schmutzfangmatte legt. Er geht zum Zelt und fotografiert es. Der Mann ist empört und jagt ihn fort. Der Fotograf beginnt, die Fotos zu entwickeln, indem er, seinen Kopf unter einem schwarzen Tuch verborgen, den Film in einem Bach wäscht. Ein Jäger kommt vorbei, der Schwimmflossen und eine Tauchermaske anhat und mit einem Gewehr in der Hand den Bach zu durchwaten beginnt. Der Fotograf hört einen Geiger. Dieser steht weit von seinem Notenblatt entfernt, das er durch ein Fernglas beobachtet und zu dem er per Rad fährt, um es umzublättern. Durch sein Fernrohr sieht er eine Gruppe rennen, die einen Kastendrachen mit britischen Fahnen trägt. Der Fotograf erscheint und fotografiert die Gruppe. Während ein Mann sich in das Gerüst stellt, rennen die anderen mit der Drachenschnur los, die extrem lang ist. Als die Schnur endlich straff gezogen ist, zerfällt der Drachen. Die Schnurzieher rennen an einem Hammerwerfer vorbei, der sich umständlich aufwärmt und von einer Frau als Sitzgelegenheit benutzt wird. Sie sitzt einem Maler Modell, der ihr Gesicht in verschiedene nummerierte Flächen unterteilt hat, wobei die Nummern für Farben stehen, die er auf seiner Malpalette ebenfalls nummeriert hat. Er nimmt auch den Jäger als Modell ins Visier, der an ihm vorbeigeht und auf einen Mann trifft, der scheinbar in Gedanken versunken an einem Zaun steht. Der Jäger geht weiter und der Mann, der sich unbeobachtet fühlt, nimmt eine Schallplatte aus seiner Jacke und legt sie auf einen Baumstumpf. Mit einer Plattennadel und einem Hörrohr rennt er um die Platte, die nun Musik abspielt. Unterdessen streiten sich Maler, Modell und Hammerwerfer und letzterer verweist die beiden des Platzes. Er wirft seinen Hammer, den der Jäger als Vogel ansieht und abschießt. Der Hammer wird zerstört. Jäger und Hammerwerfer streiten sich und es ist der Mann mit der Schallplatte, der schlichten will. Er gibt dem Hammerwerfer ein Messer, worauf er und der Jäger sich duellieren. Am Ende wird der Mann mit der Schallplatte erschossen, wobei möglicherweise das rauchende Messer die schießende Waffe war. Der Drachenflieger erscheint am Horizont und wird von einer Hand an der Kamera näher gewinkt. Als er bei der Kamera ankommt, wird er von einem Boxer niedergeschlagen. Der kehrt in sein Haus zurück und legt sich schlafen.

## Produktion
Liebenswerte Leckerbissen entstand 1959. Zu dem Zeitpunkt war Peter Sellers nach jahrelanger Beteiligung an der Goon Show auf der Suche nach neuen Ideen. Er brachte seinen Kollegen Spike Milligan von der Goon Show dazu, an diesem Film mitzuwirken. Zum Team stieß auch Richard Lester, für den der Kurzfilm das Spielfilmdebüt als Regisseur wurde.
Die Bilder entstanden innerhalb von ein bis zwei Tagen auf einem Feld, wobei einige Sketche bereits in den 1956 gelaufenen Fernsehserien The Idiot Weekly Price 2d, A Show Called Fred und Son of Fred von Lester, Sellers und Milligan zu sehen waren, die für den Film variiert wurden. Gedreht wurde mit Sellers’ eigener 16mm-Kamera, einer Paillard-Bolex. Alle Szenen wurden in einem Take gedreht; nur die Szene mit dem Boxhandschuh, der den Flieger niederschlägt, benötigte zwei Takes. Geschnitten wurde von Lester und Sellers in Sellers’ Schlafzimmer.
Liebenswerte Leckerbissen lief 1959 auf dem San Francisco International Film Festival sowie auf dem Edinburgh Film Festival und wurde 1960 durch British Lion vertrieben. Der Film hatte großen Einfluss auf nachfolgende britische Komiker, so auf die Monty Pythons und ihre Reihe Monty Python’s Flying Circus. Er führte unter anderem auch dazu, dass die Beatles Richard Lester und Leo McKern für ihren ersten Spielfilm A Hard Day’s Night engagierten.

## Auszeichnungen
Liebenswerte Leckerbissen gewann auf dem San Francisco International Film Festival den „Golden Gate Award“ als bester Kurzspielfilm. 1960 war der Film in der Kategorie Bester Kurzfilm für den Oscar nominiert.